# Vicente Cuadra y Ruy Lugo
José Vicente De la Quadra y Ruy Lugo también conocido como Vicente Cuadra Lugo (Granada, 25 de julio de 1812-Granada, 10 de diciembre de 1894) fue presidente de Nicaragua desde 1871 hasta 1875. 
Fue hijo de Dionisio De la Quadra y Montenegro y Ana Norberta Ruy Lugo y Sandoval. Casó con Josefa Gómez y Bendaña, hija de Miguel Gómez y Molina y Dolores Bendaña y Guerrero.

## Ascenso a la presidencia
Fue elegido presidente en octubre de 1870 por gran mayoría de votos, frente a las candidaturas de Evaristo Carazo, Mariano Montealegre y Romero, Hermenegildo Zepeda, Juan Bautista Sacasa, Pedro Joaquín Chamorro y Alfaro, Pío Castellón y Apolonio Marín. 
Un mes antes de su toma de posesión quiso renunciar a la presidencia, pero su dimisión no fue admitida. 
Su gestión como presidente se caracterizó por su ética, su honradez y su respeto a la ley. Promovió la educación, estableció el Jurado, fundó colegios, firmó los contratos para la construcción del ferrocarril en Nicaragua, recibió a los jesuitas expulsados de El Salvador y Guatemala y realizó otras muchas obras en bienestar del país. 
En 1874, garantizó las elecciones libres en las cuales triunfó Pedro Joaquín Chamorro y Alfaro.
Uno de sus opositores políticos, el periodista liberal Enrique Guzmán, escribió sobre Cuadra: 
'

Aún no hace cuatro años gobernaba a Nicaragua un hombre que era modelo de circunspección y de severidad. Para él, según repetía diariamente, no había colores políticos. Sus amigos le reprochaban que sacrificaba demasiado los particulares intereses del partido a que pertenecía ante los grandes intereses nacionales. Sus adversarios, que eran numerosos, le acusaban de cicatero, testarudo y retrógrado, jamás de impuro y falso...
Escritos históricos y políticos. Texto crítico, introducción y notas de Franco Cerutti. Volumen I. San José, C. R., 1986, p. 223.

Dos de los hechos más importantes de su administración, fueron:
- el intento fallido de entenderse con el rey Mosco, para lograr la unión con La Mosquitia, y
- el haber acogido a los jesuitas expulsados de otros países centroamericanos.

Durante su período de gobierno, afrontó varios levantamientos de los martinistas. Estos hechos lo obligaron a pedir préstamos, que endeudaron al país.

## Una anécdota ejemplar
Del presidente Cuadra, se relata la anécdota siguiente:
"El Reloj de la Presidencia"
- ¿Por cuánto vas a componer el reloj?, preguntó don Vicente.
- Por diez pesos— contestó el músico– relojero.
- ¿Sencillos, Blas?
- Fuertes, señor presidente.
- Llévate el relojito, pues, y tráelo mañana compuesto.
- No mañana, sino el sábado.
- Está bien.
Cuenta don Blas Villalta que él extrañó que don Vicente no regatease el precio de la composición del reloj, o el relojito, como lo llamaba, aunque era grande, como llamaba también petatillo al petatón-alfombra. 
El señor Villalta vuelve al Palacio con el reloj compuesto. Don Vicente después de examinarlo un rato dice: 
- Bueno.
Entonces el músico–relojero dice a don Vicente: 
- Aquí traigo el recibo de los diez pesos para que usted me le ponga el "visto bueno" y me pague el tesorero.
Don Vicente toma el papel que le da el maestro Villalta, lo lee y lo rompe. 
Angustia en el maestro. 
Pero don Vicente, que ya estaba esperando el reloj, se saca del bolsillo diez duros y se los entrega a don Blas, diciéndole: 
- El reloj no le sirve a la nación, sino a don Vicente Cuadra. ¿Para qué quiere reloj la nación? Vicente Cuadra, pues, le paga a Ud., la Nación no le hubiera pagado a Ud. diez pesos, y fuertes, una barbaridad, porque Ud. le gana a ella por otro lado.
Los hombres de los treinta años, los verdaderos, eran delicados hasta allá. El reloj del Palacio le servía a la Nación, puesto que le servía al presidente de la misma. Pero don Vicente Cuadra, ridículo, cuando se trataba del tesoro público, a juicio de los murmuradores, pagó particularmente la composición de un objeto nacional. 
"¡Dichoso el país donde un gobernante sea ridiculizado por económico!"